# Ascaltis gegenbauri
Ascaltis gegenbauri är en svampdjursart som beskrevs av Ernst Haeckel 1872. Ascaltis gegenbauri ingår i släktet Ascaltis och familjen Leucascidae.
Artens utbredningsområde är havet utanför Italien. Inga underarter finns listade i Catalogue of Life.